# Benedictinas Olivetanas de Schotenhof
La Congregación de Santa María de Monte Oliveto de Schotenhof (oficialmente en latín: Congregatio Sanctae Mariae Montis Oliveti) es una congregación de monjas benedictinas, de la Orden Olivetana, de vida apostólica y de derecho pontificio, fundada por el monje belga Constantino Bosschaerts en Schotenhof (Bélgica), en 1926. A las monjas de este instituto se les conoce como benedictinas de Schotenhof (o también como olivetanas de Schotenhof) y posponen a sus nombres las siglas O.S.B.Oliv.

## Historia
La congregación tiene su origen en las Benedictinas de la Inmaculada Concepción, fundadas por María Francisca Chevalier en Rouen (Francia), que vivían según la Regla de san Benito. En 1877, el monasterio se trasfirió a Igoville y al año siguiente se constituyó en priorato, observando la clausura episcopal. En 1892, el Priorato de la Inmaculada Concepción se afilió a la Congregación de Santa María del Monte Oliveto. Durante la Revolución francesa las monjas fueron expulsadas y buscaron refugio en Inglaterra, estableciéndose primero en Bicester y luego en Eccleshall.
Aquí empieza propiamente la historia del instituto, como director espiritual del monasterio de Eccleshall, Constantino Bosschaerts ayudó al crecimiento del monasterio. Sin embargo, este fue trasladado a Schotenhof (Bélgica) en 1924. El religioso pidió a las monjas de Ecceshall de enviar un grupo de postulantes con él a fundar un monasterio en ese lugar, para dedicarse al servicio de la unión de las Iglesias cristianas. El resultado fue que todo el monasterio se transfirió con él y se establecieron en Schotenhof (1926), constituyéndose más tarde en un priorato independiente. A partir de 1936 conoció un periodo de expansión, que culminó con la creación de la nueva congregación benedictina. Algunos de sus monasterios se independizaron y crearon nuevas federaciones, prioratos e incluso congregaciones de vida religiosa como las oblatas olivetanas. El primer capítulo general se celebró en 1958.

## Organización
La congregación es una federación de monasterios autónomos, a nivel internacional está gobernada por una abadesa general para un mandato de seis años, elegida en el Capítulo general. Algunos monasterios pueden formar prioratos, gobernados igualmente por una priora. La sede central es el monasterio de Schotenhof en Bélgica.
Las monjas benedictinas de Schotenhof están dedicadas al servicio del diálogo ecuménico entre las Iglesias cristianas, algunos monasterios bizantinos (no católicos) han estrechado lazos de hermandad con el instituto, viven según la Regla de san Benito y forman parte de la Confederación Benedictina, afiliadas a la rama masculina de la Congregación olivetana. En 2015, el instituto contaba con unas 30 monjas y 4 monasterios presentes en Bélgica.